# Ярославское городское поселение
Ярославское городско́е поселе́ние — городское поселение в Хорольском районе Приморского края.
Административный центр — пгт Ярославский.
Распоряжением Правительства РФ от 29 июля 2014 года № 1398-р «Об утверждении перечня моногородов» муниципальное образование включено в категорию «Монопрофильные муниципальные образования Российской Федерации (моногорода) с наиболее сложным социально-экономическим положением».

## История
Статус и границы городского поселения установлены Законом Приморского края от 11 октября 2004 года № 146-КЗ «О Хорольском муниципальном районе»

## Население
| 2008    | 2010    | 2011    | 2012    | 2013    | 2014    | 2015    |
| ------- | ------- | ------- | ------- | ------- | ------- | ------- |
| 11 569  | ↘11 105 | ↘11 098 | ↘10 882 | ↘10 741 | ↘10 549 | ↘10 408 |
| 2016    | 2017    | 2018    | 2019    | 2020    |         |         |
| ↘10 335 | ↘10 159 | ↗10 162 | ↘9977   | ↘9856   |         |         |

## Состав городского поселения
В состав городского поселения входят 5 населённых пунктов:
| № | Населённый пункт | Тип населённого пункта      | Население |
| - | ---------------- | --------------------------- | --------- |
| 1 | Вознесенка       | село                        | ↗1537     |
| 2 | Дальзаводское    | село                        | ↘234      |
| 3 | Камышовка        | село                        | ↗125      |
| 4 | Малая Ярославка  | село                        | ↘105      |
| 5 | Ярославский      | пгт, административный центр | ↘8074     |

## Местное самоуправление
Администрация
Адрес: 692271, пгт Ярославский, ул. Матросова, 4. Телефон: 8 (42347) 28-2-10
Глава администрации
и.о. главы Рыбаченко Юлия Александровна